# Trichotropis coronata
Trichotropis coronata är en snäckart som beskrevs av Gould 1860. Trichotropis coronata ingår i släktet Trichotropis och familjen toppmössor. Inga underarter finns listade i Catalogue of Life.